# Prva nogometna liga NR Slovenije 1948./49.
Prva nogometna liga NR Slovenije u sezoni 1948./49. bilo je četvrto izdanje prvenstva Narodne Republike Slovenije. Ove sezone predstavljala je treći rang jugoslavenskog nogometnog sustava.
 Sudjelovalo je 8 klubova, a prvak je bio "Železničar" iz Ljubljane.
U Ljubljani je 29. svibnja 1949. osnovan Nogometni savez Slovenije, a prvi predsjednik bio je Danijel Lepina iz Maribora.
Zbog osnutka Treće savezne lige kao jedinstvene lige  Slovensku republičku ligu 1950. (koja je brojala 12 sudionika) postala je četvrti rang jugoslavenskog nogometnog sustava.

## Ljestvica
| mj.    | klub                  | ut. | pob. | ner. | por. | gol+ | gol- | kvoc  | bod |
| ------ | --------------------- | --- | ---- | ---- | ---- | ---- | ---- | ----- | --- |
| 1.     | Železničar Ljubljana  | 14  | 10   | 2    | 2    | 37   | 10   | 3,700 | 22  |
| 2.     | Rudar Trbovlje        | 14  | 9    | 2    | 3    | 35   | 21   | 1,666 | 20  |
| 3.     | Polet/Branik Maribor  | 14  | 6    | 3    | 5    | 21   | 18   | 1,166 | 15  |
| 4.     | Nafta Donja Lendava   | 14  | 6    | 1    | 7    | 33   | 27   | 1,222 | 13  |
| 5.     | Železničar Maribor    | 14  | 5    | 3    | 6    | 26   | 25   | 1,040 | 13  |
| 6.     | Udarnik/Korotan Kranj | 14  | 4    | 3    | 7    | 20   | 45   | 0,444 | 11  |
| 7.     | Sobota Murska Sobota  | 14  | 4    | 2    | 8    | 21   | 24   | 0,875 | 10  |
| 8.     | Kladivar Celje        | 14  | 2    | 4    | 8    | 15   | 28   | 0,535 | 8   |
|        |                       |     |      |      |      |      |      |       |     |
| Izvori |                       |     |      |      |      |      |      |       |     |

- Viši rang:
  - Železničar (Ljubljana) igrao je kvalifikacije za Drugu saveznu ligu – nije uspio
  - Železničar (Ljubljana) – direktno i Rudar (Trbovlje) – poslije kvalifikacija su se plasirali u novoosnovanu Treću saveznu ligu
- Ispali: 
  - Nitko
- Novi članovi:
  - Krim (Ljubljana) i Železničar (Gorica) – direktno iz Druge slovenske lige
  - Proletarec (Zagorje ob Savi), Miličnik (Ljubljana), Gregorčič (Jesenice) i Drava (Ptuj), poslije kvalifikacija
  - Odred B (Ljubljana) – izvan konkurencije
  - Proleter (Kopar) – izvan konkurencije, kao gost
- Napomena:
  - Tijekom sezone Polet je promijenio ime u Branik (Maribor), a Udarnik u Korotan (Kranj)
  - Za narednu sezonu, kalendarsku 1950. godinu, liga je proširena na 12 klubova

## Rezultati
Jesenji dio:

5. 9. 1948. Železničar (Lj) – Polet 2:2, Železničar (Mb) – Kladivar 0:1, Sobota – Udarnik 4:0

19. 9. 1948. Železničar (Mb) – Krim 2:1

26. 9. 1948. Sobota – Nafta 4:1, Rudar – Železničar (Mb) 3:1, Polet – Udarnik 6:2

3. 10. 1948. Železničar (Mb) – Železničar (Lj) 4:2, Rudar – Sobota 3:3, Udarnik – Kladivar 2:1, Nafta – Polet 3:2

10. 10. 1948. Železničar (Lj) – Udarnik 3:2, Nafta – Kladivar 1:0, Železničar Mb) – Sobota 4:2

13. 10. 1948. Kladivar – Železničar 3:4

17. 10. 1948. Železničar (Mb) – Udarnik 1:3, Železničar (Lj) – Nafta 3:2, Rudar – Kladivar 5:0, Sobota – Polet 1:2

31. 10. 1948. Polet – Železničar (Mb) 2:2, Kladivar – Sobota 5:1, Udarnik – Nafta 3:0 (pf)

7. 11. 1948. Udarnik – Nafta 2:2

14. 11. 1948. Železničar – Rudar 2:1

21.11. 1948. Polet – Rudar 0:1

Proljetni dio:

Tijekom zimske stanke Polet je promijenio ime u Branik.

27. 3. 1949. Udarnik – Rudar 1:2, Železničar (Mb) – Nafta 0:2, Branik – Kladivar 2:0, Železničar (Lj) – Sobota ?:?

3. 4. 1949. Železničar (Lj) – Branik 3:0, Rudar – Nafta 5:1, Sobota – Udarnik 0:2, Železničar (Mb) – Kladivar 2:1

10. 4. 1949. Železničar (Lj) – Kladivar 5:0, Udarnik – Branik 1:0

17. 4. 1949. Železničar (Lj) – Železničar (Mb) 0:2, Sobota – Rudar 3:0, Branik – Nafta 1:0, Kladivar – Udarnik 0:0

24. 4. 1949. Rudar – Branik 1:0, Železničar (Mb) – Sobota 2:0, Nafta – Kladivar 1:1, Železničar (Lj) – Udarnik 3:3

8. 5. 1949. Železničar (Lj) – Nafta 2:1, Kladivar – Rudar 1:3, Branik – Sobota 1:0, Udarnik – Železničar (Mb) 4:0

15. 5. 1949. Rudar – Železničar (Lj) 0:3, Branik – Železničar (Mb) 2:0, Sobota – Kladivar 1:1

22. 5. 1948. Nafta – Udarnik 14:0, Železničar (Mb) – Rudar 2:3, Železničar (Lj) – Sobota 2:0

5. 6. 1949. Sobota – Železničar (Mb) 5:1

## Kvalifikacije

### Za popunu 2. savezne lige
Najboljih 8 momčadi 6 republičkih liga natjecalo se za četiri mjesta u Drugoj saveznoj ligi. Drugu grupu čine pobjednici iz republika Bosne i Hercegovine (Željezničar Sarajevo), Slovenije (Železničar Ljubljana), Makedonije (11. oktomvri Kumanovo) i Crne Gore (Sutjeska Nikšić).
|                       | ut. | pob. | ner. | por. | gol+ | gol- | bod |
| --------------------- | --- | ---- | ---- | ---- | ---- | ---- | --- |
| Željezničar Sarajevo  | 6   | 5    | 0    | 1    | 16   | 2    | 10  |
| 11. oktomvri Kumanovo | 6   | 3    | 1    | 2    | 9    | 13   | 7   |
| Železničar Ljubljana  | 6   | 1    | 2    | 3    | 8    | 9    | 4   |
| Sutjeska Nikšić       | 6   | 1    | 1    | 4    | 4    | 13   | 3   |

|           | Sar | Kum | Lju | Sut |
| --------- | --- | --- | --- | --- |
| Sarajevo  |     | 7:0 | 1:0 | 3:0 |
| Kumanovo  | 1:0 |     | 1:1 | 0:3 |
| Ljubljana | 1:2 | 2:4 |     | 3:0 |
| Sutjeska  | 0:3 | 0:3 | 1:1 |     |

- Željezničar Sarajevo i 11. listopada Kumanovo plasirali su se u 2. saveznu ligu 1950.
- Železničar Ljubljana i Sutjeska Nikšić primljeni su u 3. saveznu ligu 1950.

### Za popunu 3. savezne lige
|                  | ut. | pob. | ner. | por. | gol+ | gol- | bod |
| ---------------- | --- | ---- | ---- | ---- | ---- | ---- | --- |
| Radnički Beograd | 4   | 4    | 0    | 0    | 22   | 2    | 8   |
| Rudar Trbovlje   | 4   | 2    | 0    | 2    | 12   | 7    | 4   |
| Tikveš Kavadarci | 4   | 0    | 0    | 2    | 1    | 26   | 0   |

|          | Rad | Rud | Tik  |
| -------- | --- | --- | ---- |
| Radnički |     | 3:0 | 11:0 |
| Rudar    | 1:4 |     | 7:0  |
| Tikveš   | 1:4 | 0:4 |      |

- Radnički Beograd i Rudar Trbovlje primljeni su u 3. saveznu ligu 1950.
- Tikveš Kavadarci ostaje u prvenstvu republika

## Zimski kup
Početkom 1949. godine odigran je Zimski nogometni pokal, izravni eliminacijski turnir u kojem je sudjelovalo 11 slovenskih momčadi:
| 1. kolo              | 1. kolo    | 1. kolo              | 13. veljače 1949. |
| -------------------- | ---------- | -------------------- | ----------------- |
| Železničar Ljubljana | –          | Branik Solkan        | 2:1               |
| Kladivar Celje       | –          | Udarnik Kranj        | 4:3               |
| Tekstilec Tržič      | –          | Rudar Trbovlje       | 2:5               |
| Odred Ljubljana      | –          | Železničar Maribor   | 1:0               |
| Proletarec Zagorje   | –          | Litija               | 3:0 pf            |
| Sobota slobodna      |            |                      |                   |
| 2. kolo              | 2. kolo    | 2. kolo              | 20. veljače 1949. |
| Proletarec Zagorje   | –          | Kladivar Celje       | 2:1               |
| Sobota               | –          | Železničar Ljubljana | 1:1               |
| Odred Ljubljana      | –          | Rudar Trbovlje       | 2:5               |
| Gorica slobodan      |            |                      |                   |
| Polufinale           | Polufinale | Polufinale           | 27. veljače 1949. |
| Rudar Trbovlje       | –          | Gorica               | 3:1               |
| Sobota               | –          | Proletarec Zagorje   | 3:1               |
| Finale               | Finale     | Finale               | 13. ožujka 1949.  |
| Rudar Trbovlje       | –          | Sobota               | 2:1               |

## Poveznice
- Slovenska republička liga
- Nogometno prvenstvo Jugoslavije – 3. ligaški rang 1948./49.
- Druga nogometna liga NR Slovenije 1948./49.

## Vanjske poveznice
- RSSSF - Slovenia - List of Final Tables 1946-1998
- Razvoj nogometa v Sloveniji med ljeti 1945 - 1950
- Zbornik Medobčinske nogometne zveze Ljubljana 1920–2020